# Fran Jović
Fran Jović (1984. június 13. –) horvát nemzetközi labdarúgó-játékvezető.

## Pályafutása
A HNS JB minősítésével 2009-től a Prva HNL játékvezetője. Küldési gyakorlat szerint rendszeres 4. bírói, illetve alapvonalbírói szolgálatot is végez. Prva HNL-es mérkőzéseinek száma: 67 (2009. 10. 13.–2016. 04. 24.)
| Időpont           | Helyszín                         | Mérkőzés típusa              | Mérkőzés                                | Eredmény | Nézők száma |
| ----------------- | -------------------------------- | ---------------------------- | --------------------------------------- | -------- | ----------- |
| 2009. október 17. | Maksimir Stadion, Zágráb         | első Prva HNL-es mérkőzése   | NK Lokomotiva Zagreb–NK Croatia Sesvete | 3 – 2    | 200         |
| 2016. április 24. | Gradski stadion u Poljudu, Split | utolsó Prva HNL-es mérkőzése | HNK Hajduk Split–HNK Rijekal            | 1 – 2    | 6369        |

A Horvát labdarúgó-szövetség JB terjesztette fel nemzetközi játékvezetőnek, a Nemzetközi Labdarúgó-szövetség (FIFA) 2014-től tartja nyilván bírói keretében. A FIFA JB központi nyelvei közül az angolt beszéli. Több nemzetek közötti válogatott (Labdarúgó-Európa-bajnokság), valamint Európa-liga klubmérkőzést vezetett, vagy működő társának 4. bíróként segített.
A 2016-os U17-es labdarúgó-Európa-bajnokságon az UEFA JB játékvezetőként foglalkoztatta.
| Időpont             | Helyszín               | Mérkőzés típusa              | Mérkőzés                    | Eredmény |
| ------------------- | ---------------------- | ---------------------------- | --------------------------- | -------- |
| 2016. május 6.      | Olimpiai Stadion, Baku | csoportmérkőzés (C. csoport) | Hollandia–Spanyolország     | 0 – 2    |
| 2015. október 13.   | Olimpiai Stadion, Baku | csoportmérkőzés (C. csoport) | Franciaország–Anglia        | 0 – 2    |
| 2015. szeptember 8. | Bakcell Arena, Baku    | csoportmérkőzés (B. csoport) | Bosznia-Hercegovina–Ukrajna | 2 – 1    |
| 2015. október 13.   | Dalga Arena, Baku      | egyik negyeddöntő            | Portugália–Ausztria         | 5 – 0    |